# 鸿恩寺森林公园
鸿恩寺森林公园是中国重庆市江北区的一座城市公园，坐落于龙脊山上，于2009年5月1日开放。公园占地1100亩。龙脊山顶建有七层仿古建筑鸿恩阁。

## 历史
鸿恩寺森林公园于2000年重庆市城市总体规划中被列为重庆市主要城市中心公园，是重庆市“森林重庆”建设工程、创建国家园林城市系列工程之重要项目。2009年5月1日正式开放。

## 组成
- 白昼的鸿恩阁
- 黑夜的鸿恩阁

鸿恩寺公园以“感恩文化”和“桂花文化”为主题，包括滚雪听桂、喊天堡、鸿恩坊、翠涌云涯、金桂飘香、琴台结缘、鸿雁留影、清风幽篁、桂子飘香、鸿恩思泉、咏桂诗廊、鸿顶云霞12处景观。园内栽种了五十余种桂花树，是中国全国规模栽植桂花品种最齐、数量最多的城市公园。
在龙脊山顶，建有七层仿古建筑鸿恩阁。建筑内部设有海拔466米的观景台，可俯瞰渝中半岛北面及江北区、渝北区、沙坪坝区景观。鸿恩阁仿造明清古典建筑风格，楼屋角檐翘起，顶层为镏金铜瓦铜脊，下层为绿色琉璃瓦和琉璃脊饰。